# マイク・リンダップ
マイク・リンダップ（Mike Lindup、本名：Michael David Lindup、1959年3月17日 - ）は、レベル42のキーボーディストである。イギリス、ロンドン出身。

## 経歴
1979年、マーク・キングらとレベル42を結成する。主にこのバンドでは、低く太い声が売りのキングがボーカルを務めるが、1983年に発売されたシングル「サン・ゴーズ・ダウン (The Sun Goes Down)」では自身がメイン・ボーカルを務めて大ヒットを記録した。その後もキングと共にバンドの主要人物として活動するも1990年代に脱退。2006年に再びバンド復帰した。

## 特徴
外見ではやや茶色い肌をしている。ミュージシャンとしての技術は高く、キングのベースと共に彼のキーボードのサウンドはこのバンドの看板でもあった。ボーカルとしてはサブ的な役割が多いが、キングとは対照的に綺麗なファルセットを出し、見事な掛け合いをする。

## ディスコグラフィ

### ソロ・アルバム
- 『チェンジズ』 - Changes (1990年、Resurgence)
- Conversations with Silence (2003年、Naim)
- On the One (2011年、Naim) ※EP